# Saint-Augustin (Pas-de-Calais)
Saint-Augustin is een gemeente in het Franse departement Pas-de-Calais (regio Hauts-de-France). De gemeente maakt deel uit van het arrondissement Sint-Omaars. Saint-Augustin telde op 1 januari 2022 861 inwoners.

## Geschiedenis
De fusiegemeente is op 1 januari 2016 ontstaan uit de voormalige gemeenten Clarques en Rebecques. De opgeheven gemeenten kregen aanvankelijk de status van commune déléguée maar per besluit van de gemeenteraad van 2 juni 2020 kwam deze status te vervallen.

## Geografie
De oppervlakte van Saint-Augustin bedroeg op 1 januari 2022 11,8 vierkante kilometer; de bevolkingsdichtheid was toen 73 inwoners per km².
Saint-Augustin heeft als laagste punt 24 meter en het hoogtste punt 97 meter en Saint-Augustin grenst aan de buurgemeenten Aire-sur-la-Lys, Delettes, Ecques, Herbelles, Inghem, Mametz, Roquetoire en Thérouanne.

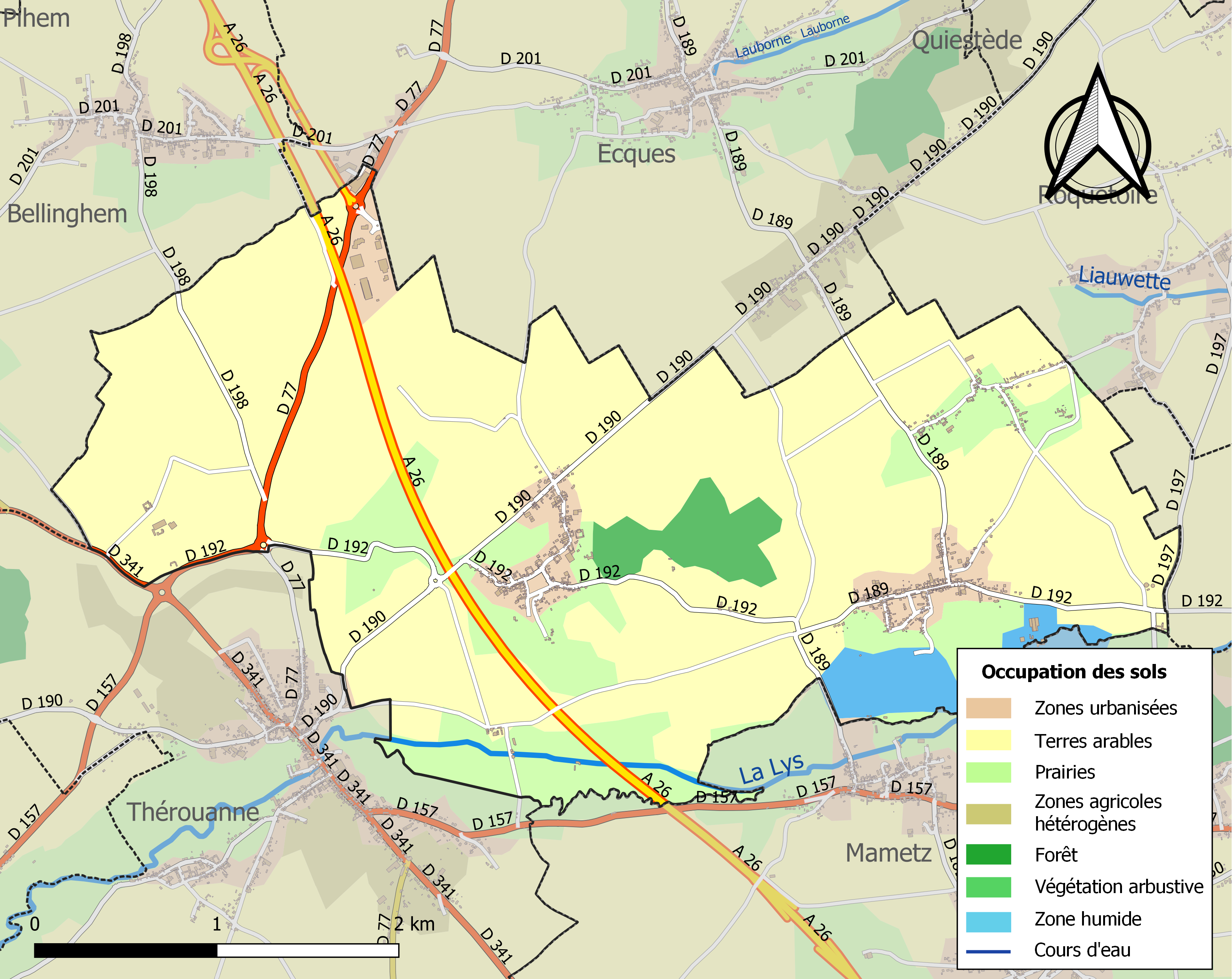
Kaart van de gemeente met belangrijkste infrastructuur, bodemgebruik en omliggende gemeenten

## Galerij

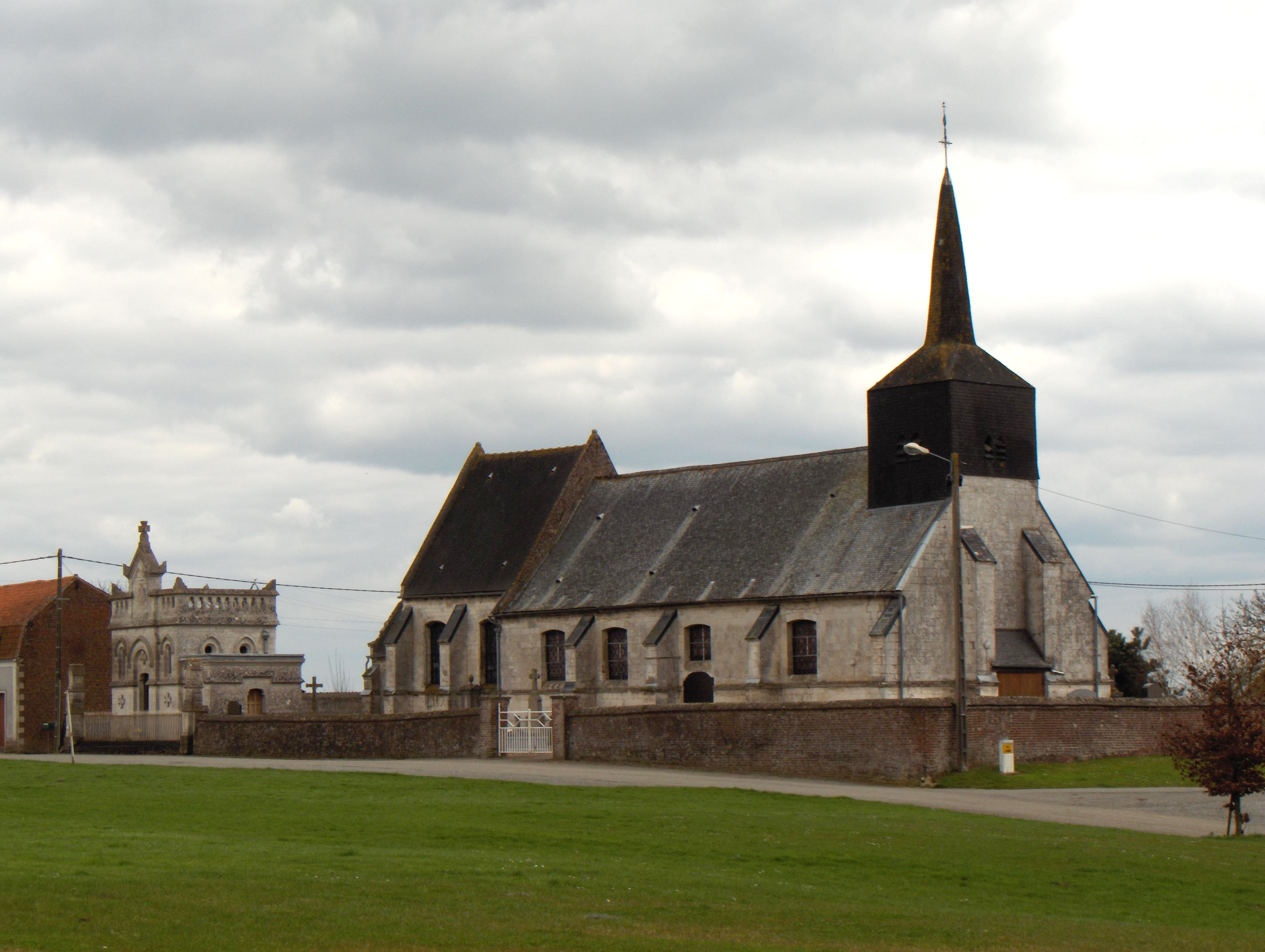
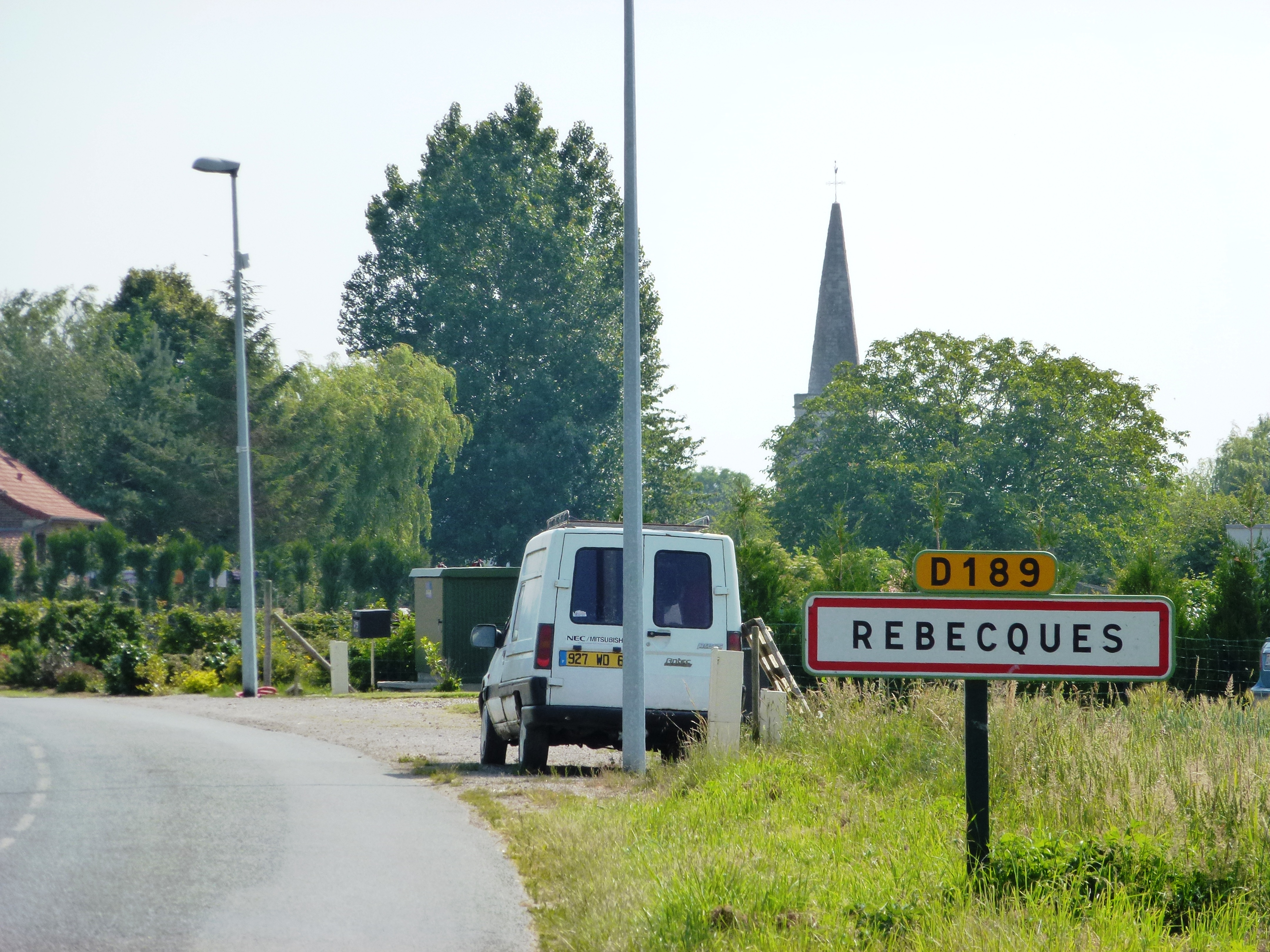